# Daphniphyllum macropodum
Daphniphyllum macropodum es un arbusto o árbol pequeño que se encuentra en China, Japón y Corea . También se encuentran pequeñas poblaciones en las islas Kuriles del sur.  La madera se utiliza en China en la fabricación de muebles.  Se cultiva como planta ornamental, principalmente por su follaje.
. 

## Descripción
Daphniphyllum macropodum es un árbol o arbusto pequeño, generalmente de 3 - 10 de altura, pero ocasionalmente hasta 20 m de altura. Tiene hojas largas de 14-25 cm (6-10 plg)cm de largo por 3-6,5 cm (1-3 plg) de ancho, con tallos ( pecíolos ) de color rojo violáceo y venas visibles. Las hojas están dispuestas en una espiral apretada, casi como verticilos en las puntas de las ramas. Las ramas muy jóvenes son rojas y se vuelven marrones con la edad; los troncos más viejos son de color marrón grisáceo.  

Como todas las especies del género Daphniphyllum, D. macropodum es una especie dioica, es decir, las flores masculinas y femeninas nacen en plantas diferentes. Cuando se fertilizan las flores femeninas, se desarrollan frutos de color marrón violáceo ( drupas ), de aproximadamente 1 cm de largo. 

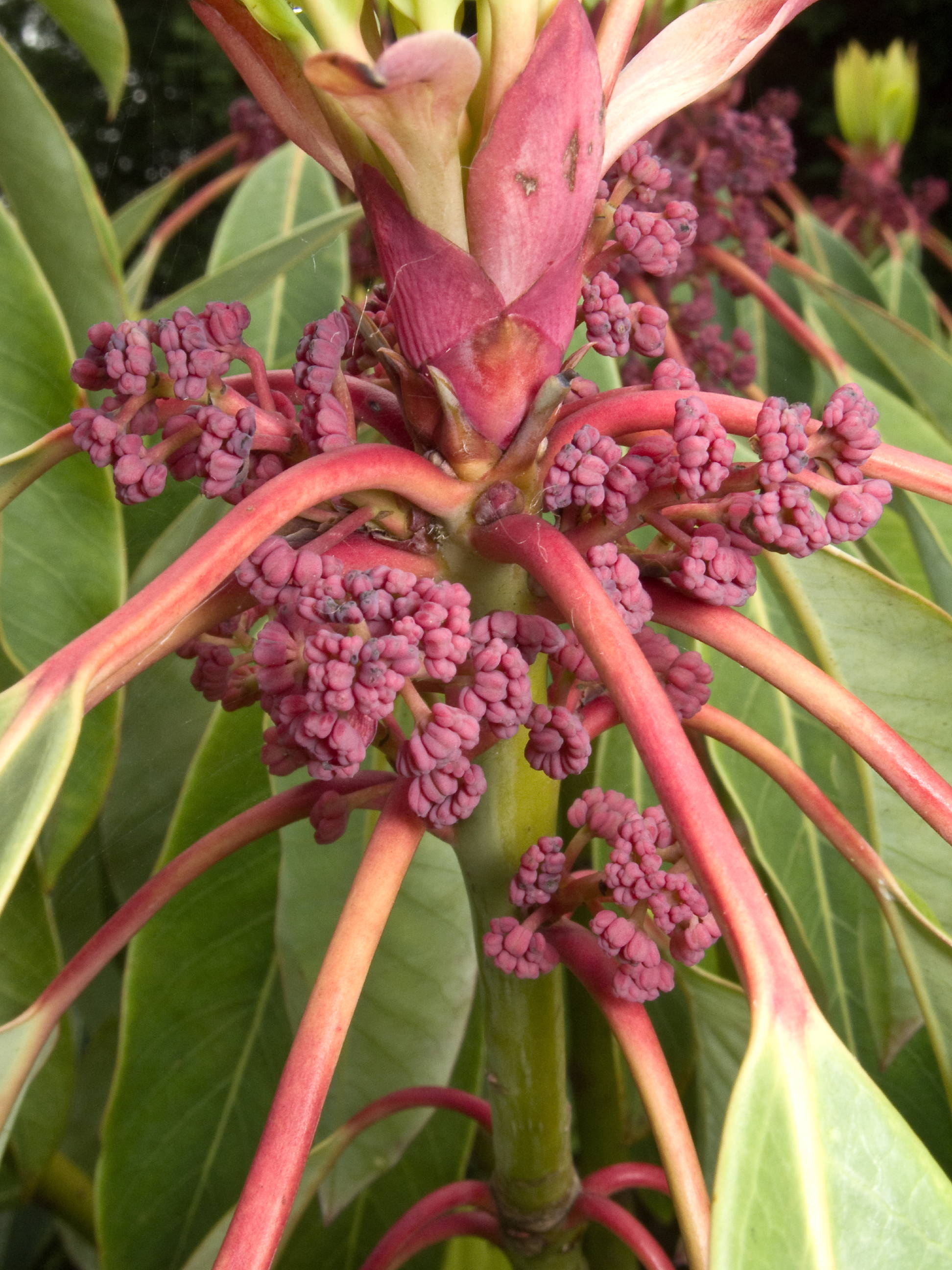
Flores masculinas - en cultivo en el Jardín Botánico de Birmingham (Reino Unido)
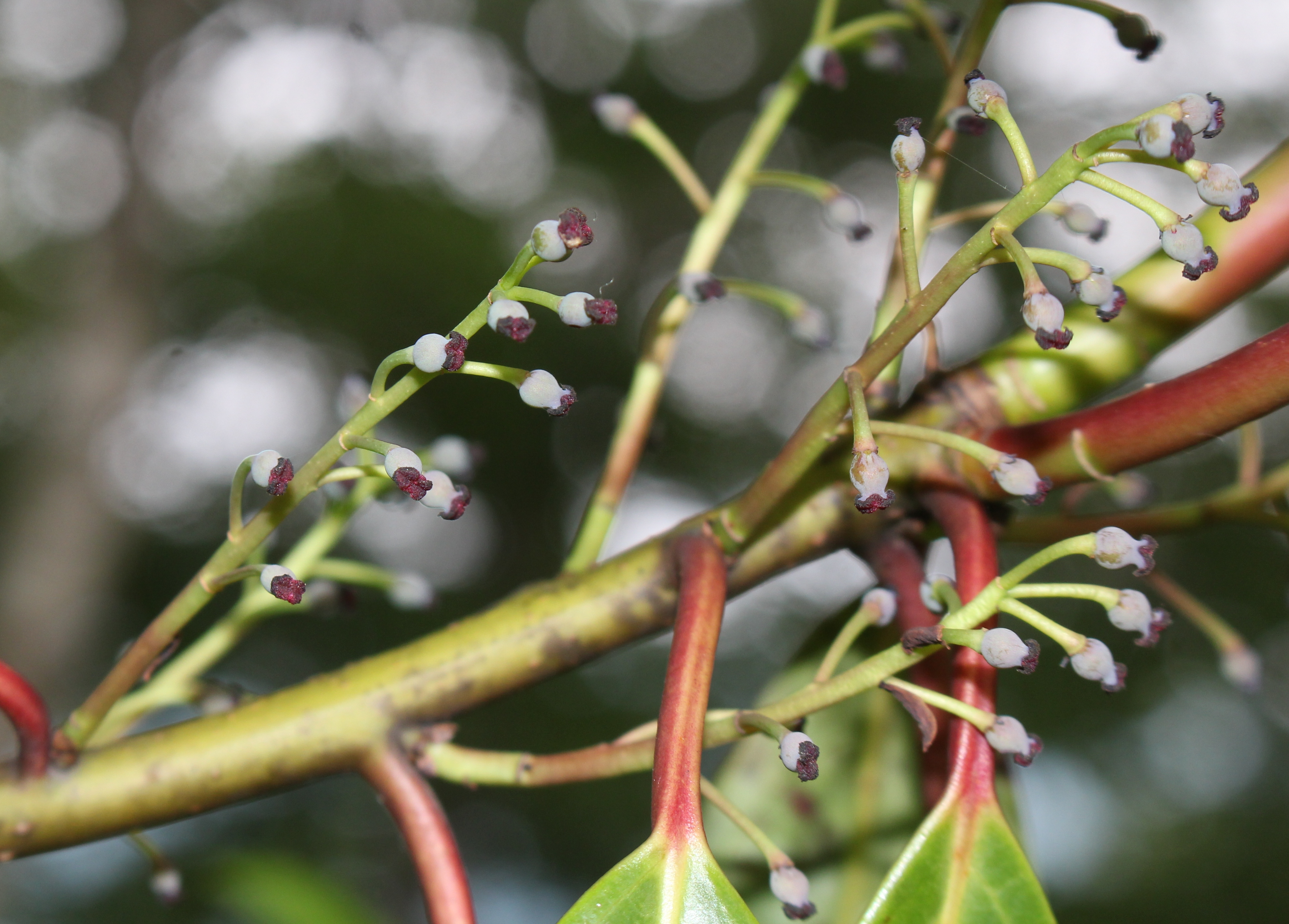
Flores femeninas en Japón

## Taxonomía
Daphniphyllum macropodum fue descrito por primera vez por Friedrich Miquel en 1867.    Otros sinónimos incluyen D. Máxima humilde . ex francés. y Sav. , que también ha sido tratada como D. macropodum subsp. (o var.) humile, nombres no aceptados por la WCSP. 

## Registro fósil
Entre la palinoflora sármata del Mioceno medio de la cuenca de Lavanttal, Austria, los investigadores han reconocido firmemente el polen fósil de Daphniphyllum. El sedimento que contiene el polen fósil de Daphniphyllum se había acumulado en un entorno de humedal de tierras bajas con varias unidades de vegetación de bosques mixtos de frondosas y coníferas de hoja perenne y caducifolios que rodeaban la cuenca del humedal. Los parientes clave de los taxones fósiles encontrados con Daphniphyllum están actualmente confinados a ambientes templados cálidos húmedos, lo que sugiere un clima subtropical durante el Mioceno medio en Austria.

## Cultivo
D. macropodum, al igual que otras especies del género se cultiva como un arbusto ornamental de hoja perenne, cuando sus principales atractivos son sus hojas grandes.  Se recomienda un lugar protegido en un suelo húmedo pero con drenaje adecuado. Los brotes recién surgidos se dañan fácilmente con las heladas. Aunque crece hasta convertirse en un árbol pequeño en su hábitat natural, en los jardines es más frecuente encontrarlo como un arbusto bien ramificado. La propagación se realiza mediante esquejes de talón o semillas frescas.

## Protección
En Corea del Sur, en Naejangsan, en el límite más septentrional de su distribución, hay un bosque protegido de estos árboles (gulgeori ;굴거리나무).   

## Fitoquímica, quimiotaxonomía y farmacognosia
Los ainu de Japón y Siberia secan las hojas y las fuman. 
En China, se cuela una decocción de hojas frescas, combinada con ceniza de paja y agua u hojas frescas de calabaza, para crear una gelatina de hierba. 
En Corea, las hojas y la corteza se utilizan para la pleuresía aguda, la peritonitis y la diuresis, y el agua en que se hierven las hojas también se utiliza como antihelmíntico en la medicina popular. 
Daphniphyllum macropodum se ha utilizado tradicionalmente en Japón como adornos para el día de Año Nuevo, pero sus efectos tóxicos también fueron conocidos por la población. Presenta actividad vermicida y también pueden causar asma. Uno de los principales componentes, la yuzurimina, causa parálisis ligera del sistema nervioso central a concentraciones bajas. A concentraciones más elevadas tiene una actividad sedante y también causa la relajación del músculo. Esta actividad se debe a los diversos pseudoalcaloides que difieren de una especie a otra. El contenido también varía con la temporada, las especies, y la fuente (es decir, hojas, frutos, etc.)
Estas plantas contienen un grupo de pseudoalcaloides con estructura peculiar, muy propia y característica de los miembros de este género:
a) Pseudoalcaloides tipo Dafnifilina: Tales como la dafnifilina, codafnifilina, dafnifilidina, dafnimacropina, dafmacrina y dafmacropodina.
b) Pseudoalcaloides tipo Secodafnifilina: Se han reportado la secodafnifilina, homosecodafnifilato de metilo y la dafniteijsmina.
c) Dafnilactonas
d) Pseudoalcaloides tipo yuzirimina: Tales como la macrodafnifilama, macrodafnifilidina, y las yuzuriminas A-C.